# 유사벡터

유사벡터(pseudovector) 또는 축벡터(axial vector) 또는 슈도벡터 란 참된 벡터와 달리 주어진 좌표계에서 반사에 대해 부호가 바뀌는 1차 텐서다.
3차원에서의 벡터곱이 대표적인 예다. n차원 미분다양체에서 (n−1)차 미분형식으로 볼 수도 있다. (참된 벡터는 1차 미분형식이다.)

## 같이 보기
- 외대수
- 클리퍼드 대수
- 방향 (다양체)